# Forbidden Fruit
«Forbidden Fruit»  — песня американского хип-хоп-исполнителя и продюсера Джея Коула (англ. J. Cole) при участии Кендрика Ламара. Песня была выпущена 1 августа 2013 года лейблами Roc Nation и Columbia Records в качестве 3-го сингла со 2-го альбома Коула Born Sinner.

## История
Песня получила положительные и смешанные отзывы музыкальной критики и интернет-изданий: Exclaim!, Now, AllMusic, Los Angeles Times, Spin.

## Чарты
| Чарт (2013)                           | Высшая позиция |
| ------------------------------------- | -------------- |
| США (Billboard Hot R&B/Hip-Hop Songs) | 46             |

## Хронология издания
| Страна | Дата           | Формат                 | Лейбл                       |
| ------ | -------------- | ---------------------- | --------------------------- |
| США    | 1 августа 2013 | Mainstream urban radio | Roc Nation Columbia Records |